# NGC 6331
NGC 6331 é uma galáxia elíptica (E) localizada na direcção da constelação de Ursa Minor. Possui uma declinação de +78° 37' 47" e uma ascensão recta de 17 horas, 03 minutos e 34,3 segundos.
A galáxia NGC 6331 foi descoberta em 20 de Dezembro de 1797 por William Herschel.